# Тео ван Гог (трговац уметнинама)
Теодорус „Тео“ ван Гог (хол. Theodorus "Theo" van Gogh; Грот-Зундерт, 1. мај 1857 — Утрехт, 25. јануар 1891), најбоље познат по свом надимку "Тео", био је трговац уметнинама као и млађи брат сликара Винсент ван Гога (1853 — 1890). Теова несебична новчана помоћ подржавала је и дозвољавала свом брату да се потпуно препусти сликању. Тео је рођен у селу парохије Грот-Зундерт, (северни Брабант) у Холандији, и био је син од Теодора ван Гога и Ане Корнелије рођене Карбентус.

## Рад
Винсент је једно време почео да ради у (Хаг)у (немачки огранак) где се запошљава у огранку фирме париских трговаца уметничким делима Гупил чији је оснивач Винсентов и Теов ујак. Тео се придружује брату у где ради у Бриселском огранку 1. јануара, 1873 као њихов најмлађи запослени. Када Винсент добија премештај у Лондонски огранак, Тео се сели у Хаг где постаје успешан тргован уметничким делима. После тога се сели у главну централу у Паризу, почевши од зиме 1880—1881, где почиње по налогу брата Винсента да шаље сликарски прибор као и месечну финансијску подршку.

## Веза
Тео је Винсентова платна излагао на тржиште, али је такође учествовао и у ширењу популарности импресионизма и његових аутора и оснивача као што су Жорж Сера и Пјер Огист Реноар тако што је убеђивао запослене у Гупилу, да излаже њихове радове. 
Два брата су до краја живота задржала снажну везу, с тим да је Тео увек храбрио и помагао депресивном брату. Њихова писма која су размењена током година су скупљена и објављена у књигу, као сведочење о уметниковом стању ума. Та веза између два брата била је главна тема филма Винсент и Тео (1990), који је режирао Роберт Алтман.

## Монмартр
Године 1886 он позива Винсента да дође и да живи са њим, и од Марта исти године почели су да деле кућу у Монмартру. Тео упознаје Винсента са Пол Гогеном, Пол Сезаном, Анри де Тулуз-Лотреком, Камил Писаром и Жоржом Сераом, а 1888. године убеђује Гогена да се придружи Винсенту, који се сели у Арл у међувремену.

## Венчање
У Паризу, Тео среће Јохану Бонгер, са којојм се касније жени у Амстердаму 17. април 1889. Пар живи у Паризу, где се 31. јануар 1890. рађа њихов син Винсент Вилијем. 8. јуна, породица посећује Винсента, који живи близу Париза Овер-сир-Оаз. Гупил и њихов посао запада у тешкоће и Тео разматра могућност да започне сам посао, а у томе бива охрабрен од стране његовог брата Винсента.

## Депресија и смрт
После посете брата Теа 6. јула 1890, Винсент пуца у себе 27. јула у Оверу. Један од разлога што је то урадио био је и то да је желео да престане да буде терет Теу, који је морао осим Винсента да издржава и своју фамилију као и њихову мајку. Винсент умире два дана касније, у Теовом присуству. Тео постаје видно депресиван а убрзо бива примљен и у санаторијум у Утрехту где му је констатована дијагноза „опште парализе нерава повезане са сифилисом“ али данас се помиње и могућност да је боловао од привремене акутне порфирије која је можда била и основна Винсентова болест. Тео је такође патио од маније гоњења чак је понекад и физички нападао Јохану. На захтев његове жене, у новембру 1890 транспортују га у Geneeskundig Gesticht voor Krankzinnigen ("Медицински институт за ментално оболеле") у Утрехту, Холандија. Умире пар месеца касније са својих 33 године, највероватније од компликација изазване сифилисом.
Тео је сахрањен поред свог брата; али оба тела бивају премештена, 8. априла, 1914, где су сахрањени у Овер-сир-Оазу.
Тео ван Гог оставља иза себе сина, Винсента Вилијема, чији унук, такође назван Тео ван Гог, постаје чувени холандски режисер, познат по својим контроверзним критикама ислама.